# Castillo de La Codosera
El castillo de la Codosera es una fortaleza situada en el término municipal de La Codosera, al sur de esta población, en la provincia de Badajoz, Extremadura. 

## Situación

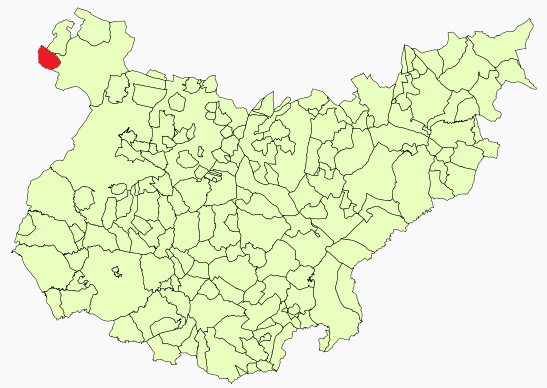
Situación del castillo en la provincia de Badajoz.

Se encuentra situado en un altozano, en el llamado «Camino Viejo» que va desde La Codosera hasta el Santuario de Nuestra Señora de los Dolores de Chandavila. De la antigua fortificación ya solo quedan algunos restos que forman parte de una vivienda cuyos muros están coronados por unas almenas para que tenga el aspecto exterior de castillo. Es fácilmente localizable en la distancia por una gran estatua del Sagrado Corazón de Jesús que levantaron en 1957 sobre los restos de una de las torres de la fortificación.

## Historia
Las primeras referencias del castillo datan del año 1264 si bien los restos que permanecen en la actualidad son del siglo XIV. 
Al estar situado en la zona fronteriza hispano-lusa y construido en un promontorio rocoso, tenía un gran valor estratégico y formaba parte de la línea de vanguardia defensiva trazada desde Alburquerque hacia el sur, de forma más o menos paralela a la frontera, por lo que fue un lugar donde se desarrollaron varios combates contra las tropas portuguesas, que lo llevaron a destrucciones y reconstrucciones alternativas en varias ocasiones. 
En el año 1325 las fuerzas portuguesas tomaron La Codosera tras un asedio de más de siete meses con el resultado de la destrucción total del castillo. Después de otra reconstrucción fue nuevamente destruida en la Guerra de Restauración portuguesa, entre los años 1640 y 1668, por el ejército portugués.
.Como todos los castillos, este también tiene la suya. Se dice que Juana la Beltraneja, hija natural de don Beltrán de la Cueva, señor de este pueblo, batalló con su tía Isabel la Católica para permanecer en el poder. Sus tropas fueron derrotadas y la Beltraneja hecha prisionera y fue, en este Castillo de La Codosera, donde permaneció recluida por un tiempo hasta que, fue deportada a Portugal, donde falleció en la ciudad de Coímbra.

## Descripción
Dado el estado de deterioro y de los pocos restos que quedan resulta difícil hacer una descripción del castillo que se asemeje aproximadamente a como era antes de ser prácticamente destruido ya que solo quedan en pie unos trozos de lienzos de las murallas. Para la reconstrucción moderna llevada a cabo para hacer la función de vivienda se aprovecharon algunos lienzos sobre los que se edificó una torre del homenaje de tres cuerpos y almenada en la coronación de tal manera que se asemejase a un castillo.